# Monte-Carlo

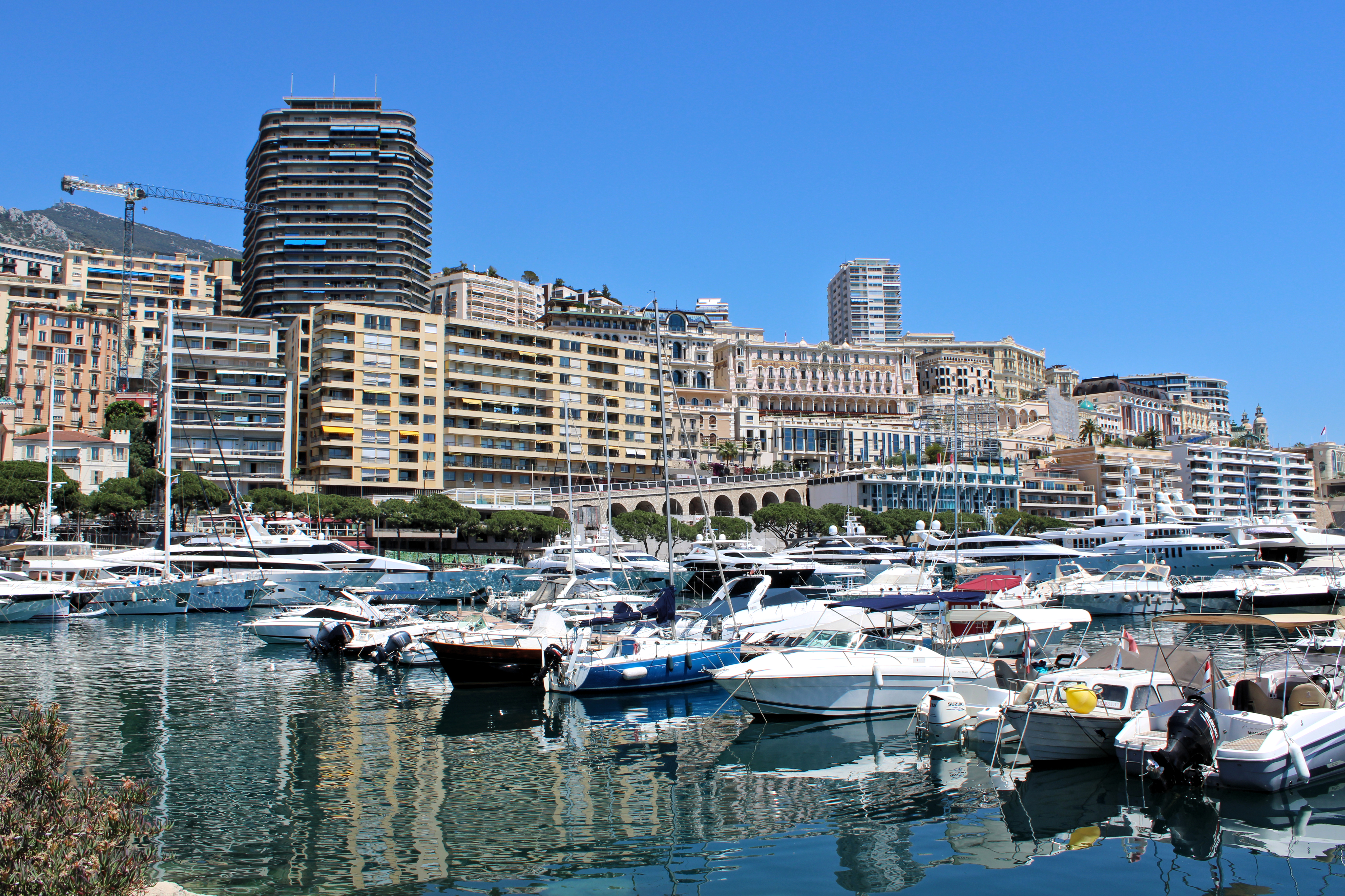
Monte-Carlo

Monte-Carlo (französisch [mɔ̃teˈkaʁl]; monegassisch Munte-Carlu [ˌmunte ˈkarlu], italienisch Monte Carlo) ist ein Stadtbezirk im Fürstentum Monaco und mit einer Fläche von 43,68 Hektar (0,44 Quadratkilometer) größter der neun Verwaltungsbezirke des Zwergstaates. Bekannt ist er durch die gleichnamige Spielbank und die alljährlich stattfindende Rallye Monte Carlo. Auch der Circuit de Monaco, auf dem der Große Preis von Monaco ausgetragen wird, führt zum Teil durch Monte-Carlo.
In der Nähe des Casinos befinden sich auch mehrere Grünanlagen, wie die Jardins de la Petite Afrique („Gärten Klein-Afrikas“), in der 1881 der Botaniker und Gartengestalter Édouard François André eine subtropische Vegetation anpflanzen ließ.
Oft wird Monte-Carlo fälschlicherweise als Hauptstadt des Stadtstaates bezeichnet. Dieser hat jedoch keine separate Hauptstadt – vielmehr liegt das monegassische Verwaltungszentrum im südlich gelegenen Stadtteil Monaco-Ville, wo sich zahlreiche Behörden, der Fürstenpalast und die Kathedrale Notre-Dame-Immaculée befinden. Monte-Carlo grenzt an die Stadtbezirke La Rousse, Larvotto, La Condamine und Ravin de Sainte-Dévote sowie an die französische Gemeinde Beausoleil.
Seinen Namen verdankt Monte-Carlo dem Fürsten Charles III. (italienisch Carlo III.), der in den 1860er Jahren im damals unentwickelten Gebiet auf einem Felssporn im Meer (italienisch monte = Berg) ein Casino ansiedelte. Der Name Quartier de Monte-Carlo wurde der Umgebung der Spielbank am 1. Juli 1866 verliehen (weitere Details auch zur Geschichte siehe Spielbank Monte-Carlo).

## Weblinks

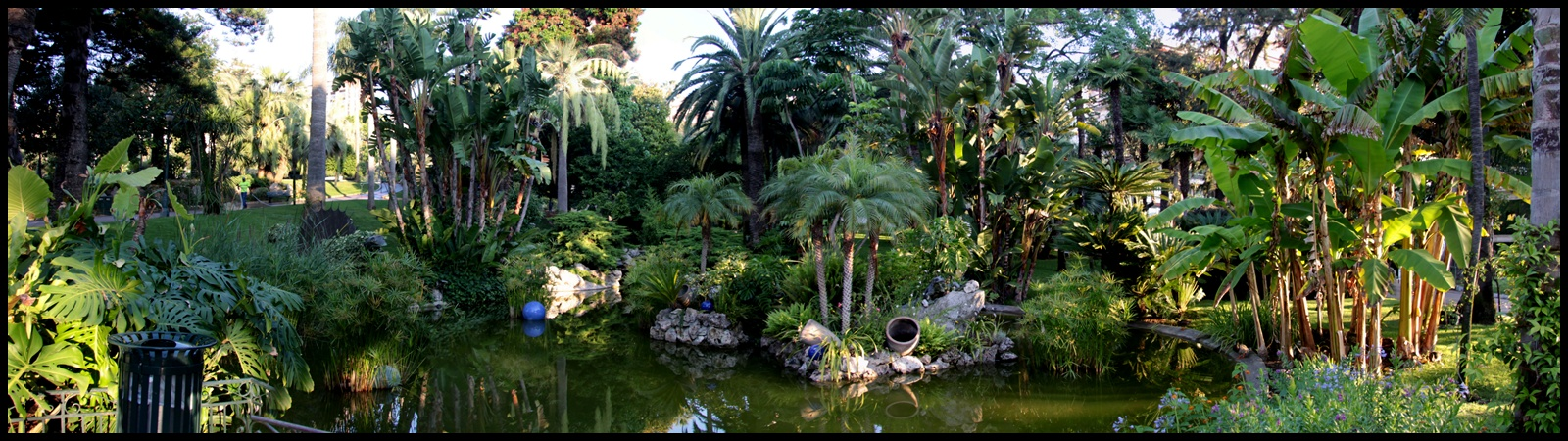
Jardins de la Petite Afrique